# Lambertus Doedes
Lambertus Doedes (Zutphen, 4 juli 1878 - Den Haag, 17 mei 1955) was een Nederlands zeiler. Hij nam eenmaal deel aan de Olympische Spelen en won hierbij een zilveren medaille.
Hij maakte deel uit van het team dat op de Olympische Zomerspelen  in 1928 een zilveren medaille behaalde in de 8 meter klasse. Naast Doedes bestond het team in de boot Hollandia uit Johannes van Hoolwerff, Gerard de Vries Lentsch, Maarten de Wit, Cornelis van Staveren en Hendrik Kersken.  